# تولاره (پروکوپیه)
تولاره (به صربی: Tulare) یک منطقهٔ مسکونی در صربستان است که در پروکوپلیه واقع شده‌است. تولاره ۳۳۱ نفر جمعیت دارد.